# Imiesłów w języku polskim
Imiesłów w języku polskim – nieosobowa forma polskiego czasownika. Dzieli się na imiesłowy odmienne i nieodmienne, lub, według innej klasyfikacji, na imiesłowy przymiotnikowe i przysłówkowe. Imiesłów określa cechy czynnościowe wykonawcy danej czynności.

## Imiesłów odmienny czynny
Imiesłowem przymiotnikowym odmiennym czynnym nazywa się imiesłów opisujący czynności i stany osób bądź rzeczy: śmiejący się policjant, bawiące się dziecko, zachodzące słońce.

### Tworzenie imiesłowu czynnego
Imiesłów czynny tworzony jest od tematu czasu teraźniejszego przez dodanie przyrostka -ący, -ąca, -ące: piszę → piszący, daję → dający.
- W przypadku, gdy w temacie czasu teraźniejszego występują oboczności, np. biorę, bierzesz, imiesłów tworzy się od tematu twardego, np. idę, idziesz → idący, biorę, bierzesz → biorący. Gdy temat jest historycznie miękki, np. płacę, płacisz, imiesłów tworzy się od tematu stwardniałego[1]:
- goszczę, gościsz → goszczący
- noszę, nosisz → noszący

Niektóre czasowniki mogą mieć dwa tematy, no. gram, grają. W takim przypadku imiesłów tworzony jest od tematu dłuższego trzeciej osoby liczby mnogiej:
- mam, mają → mający
- wiem, wiedzą → wiedzący
- jem, jedzą → jedzący

## Imiesłów odmienny bierny
Imiesłowem przymiotnikowym odmiennym biernym nazywa się imiesłów, który określa osobę bądź przez ze względu na czynność, która jest na nich wykonywana, np. wyprana koszula (koszula, którą ktoś wyprał), zapomniana melodia, umyte dziecko.

### Tworzenie imiesłowu biernego
Imiesłów przymiotnikowy bierny jest tworzony od tematu czasu przeszłego czasownika przechodniego zarówno dokonanego, jak i niedokonanego i przyrostków -ny lub -ty, -ony, -ęty:
- chwalił → chwalony, zapomnieć → zapomniany

Czasowniki tych koniugacji, których temat czasu przeszłego jest zakończony na -a, przybierają końcówkę -ny:
- brać → brał → brany
- grzać → grzał → grzany
- widzieć → widział → widziany

Jeśli temat czasu przeszłego czasowników I i II koniugacji kończy się na spółgłoskę inna niż r lub przybiera przyrostek i/y, czasownik w imiesłowie przyjmuje końcówkę -ony:
- piekę, pieczesz → pieczony
- niosę, niesiesz → niesiony
- chodzę, chodzisz → chodzony
- suszę, suszysz → suszony

W przypadku czasownika III koniugacji jeść, tworzy on imiesłów bierny od III osoby liczby mnogiej:
- jem, jedzą, jadł → jedzony

Czasowniki zbudowane bez przyrostka, których temat czasu przeszłego (będący zarazem rdzeniem) jest zakończony na samogłoski ą, ę, i, y, u oraz na spółgłoskę r, otrzymuje przyrostek imiesłowu -ty:
- ciąć, ciął, cięła → cięty
- żąć, żął, żęła → żęty
- drzeć, darł, darła → darty

Czasowniki zbudowane przy pomocy przyrostka -ną, otrzymują przy tworzeniu imiesłowu przyrostek -ęty, doczepiony do tematy miękkiego czasu teraźniejszego:
- ciągnąć, ciągnę, ciągniesz → ciągnięty
- zmarznąć, zmarznę, zmarzniesz → zmarznięty

Istnieją czasowniki mające dwa różne zakończenia imiesłowu biernego np. dźwignąć → dźwignięty i dźwigniony, minąć → minięty i miniony. W takich przypadkach znaczenie imiesłowów może być różne: miniony tydzień to tydzień, który minął, a minięty dom to dom, który minęliśmy. Czasowniki z przyrostkiem -ną- odnosi się nie do czynności, a do zjawisk i stanów, toteż ich imiesłowy bierne nie mają znaczenia bierności, np. zmarznięty, uschnięty, zziębnięty. Powyższa uwaga odnosi się również do stanów psychicznych tworzących imiesłowy z przyrostkiem -ony: roztargniony, zmęczony.

## Imiesłowy nieodmienne
Imiesłowy nieodmienne (zwane również przysłówkowymi) zachowują się w zdaniach jak przysłówki, łącząc się z czasownikami.

### Imiesłów współczesny
Imiesłów współczesny odnosi się do czynności, stanu lub zdarzenia, które dzieje się równolegle z czynnością opisaną czasownikiem głównym, np. Czytałem książkę, spoglądając niecierpliwie w ekran mojego smartfona.
Imiesłów współczesny tworzy się przy pomocy przyrostka -ąc, zastępującego formant -ący imiesłowu przymiotnikowego; stąd sposoby tworzenia w obu przypadkach są takie same:
- idę → idący → idąc
- mam → mający → mając

Imiesłowy przymiotnikowy i przysłówkowy współczesny są podobne, gdyż mają wspólne pochodzenie: wywodzą się od dawnej, skostniałej formy biernika rodzaju męskiego rzeczownikowej odmiany imiesłowu przymiotnikowego:
| rodz. męski | rodz. żeński | rodz. nijaki |
| ----------- | ------------ | ------------ |
| stojąc      | stojący      | stojąco      |
| leżąc       | leżący       | leżąco       |

Imiesłów współczesny powstał z rodzaju męskiego powyższej odmiany, a z rodzaju nijakiego wywodzą się przysłówki odimiesłowowe: na bieżąco, na stojąco.

### Imiesłów uprzedni
Imiesłów uprzedni informuje, że czynność przez niego opisana zakończyła się bezpośrednio przed czynnością, którą wyraża forma osobowa czasownika, np. Zjadłszy śniadanie umyłem naczynia. 
Imiesłów przysłówkowy uprzedni tworzy się, dodając końcówkę -łszy lub -wszy do tematu czasu przeszłego czasowników dokonanych. Formant -wszy dodaje się do tematu zakończonego na samogłoskę:
- zabrać → zabrał → zabrawszy
- poznać → poznał → poznawszy

Gdy temat kończy się na spółgłoskę, imiesłów otrzymuje formant -łszy:
- zjeść → zjadł → zjadłszy
- pomóc → pomógł → pomógłszy